# Pierre Matossy
Pierre Matossy est un peintre, graveur et affichiste français, né le 15 avril 1891 à Bessé-sur-Braye (Sarthe), et mort le 25 août 1969 à Ploubazlanec (Côtes-du-Nord).

## Biographie
Né à Bessé-sur-Braye, vivant dès l'école maternelle chez ses parents parisiens après que sa toute première enfance ait été confiée à ses grands-parents sarthois, Pierre Matossy est destiné par une mère autoritaire à une carrière militaire à laquelle il se refusa toujours. Il commet de la sorte un acte de rébellion en suivant les cours du soir de l'école municipale de dessin de Montparnasse. Après son baccalauréat obtenu au lycée Buffon, il quitte l'appartement familial et entre à l'École nationale supérieure des beaux-arts en vivant de rôles de figurants tenus au théâtre du Châtelet. Mobilisé en 1914, blessé cinq fois sur le front (batailles de la Meuse et de la Somme dont on conserve des dessins tels que la Maison pillée dans la Meuse de 1915), il perd l'usage du bras droit et, au terme de trois ans et demi d'une hospitalisation assortie de nombreuses interventions chirurgicales, il se doit de réapprendre la gravure, le dessin et la peinture en gaucher. Son retour à l'École des beaux-arts en 1918 et son abnégation lui valent de remporter successivement un prix de miniature, puis le second prix de Rome, enfin le Grand Prix de Rome de gravure en 1920. En faisant état de cette dernière récompense, La Revue d'art ancien et moderne salue sa persévérance : « grand blessé de guerre, titulaire de la médaille militaire et de la Croix de guerre ; à la suite de ses blessures il est resté paralysé du côté droit et c'est de la main gauche qu'il manie le burin ».  
Le Grand Prix de Rome lui vaut d'effectuer un séjour de cinq années à la villa Médicis, et des œuvres de cette période romaine, essentiellement d'inspiration mythologique (Les trois Grâces dans les jardins de la Villa Médicis) , font parte de l'exposition Les envois de Rome qui se tient à Paris en octobre 1924. À son retour en France, il travaille à la décoration de plusieurs paquebots dont le Normandie, réalise des toiles et des aquarelles (environ trois cents, selon Gérald Schurr, cinq cents selon Georges Gauriault) ainsi que des gravures pour l'abbaye Saint-Wandrille de Fontenelle. Il crée enfin des affiches pour les compagnies de chemins de fer.
À partir de 1935, Pierre Matossy visite l'Espagne, l'Italie et la Grèce. En 1936 et 1937, il se rend également en Syrie, au Liban et en Perse, en rapportant des œuvres qu'il exposera à Paris en avril 1937.
Le prix de Madagascar qui lui est décerné en 1939 consiste en une bourse pour un voyage que la Seconde Guerre mondiale reporte en 1947, année où Pierre Matossy se rend donc à Madagascar, puis dans les îles de Nosy Be, La Réunion et Maurice dont il rapporte des paysages et des vues de sites (comme le palais de la reine Ranavalona Ire à Tananarive) qu'il exposera à Paris en 1949. Entre 1951 et 1953, il parcourt le Sénégal, la Mauritanie, la Gambie, le Bénin (alors le Dahomey), le Burkina Faso (alors la Haute-Volta), la Côte d'Ivoire et le Mali (alors le Soudan français). Des ouvrages postérieurs citent de ce périple des vues de l'Ile de Gorée et une Danse des sorciers chez les Dogons.
Le dernier grand voyage de Pierre Matossy le conduit en 1968 en Nouvelle-Calédonie. À son retour, soucieux de poursuivre en Bretagne sa passion de la peinture de paysages, il s'installe à Ploubazlanec où, le 25 août 1969, il est devant son chevalet pinceau à la main lorsque la mort vient l'emporter subitement.

## Œuvre

### Œuvres murales
- Paquebot Normandie, 1930.

### Ouvrages illustrés
- Dom Lucien David, L'abbaye de Saint-Wandrille, illustrations de Pierre Matossy, Rotophot, 1935.
- André Suarès, Temples grecs, maisons des dieux, illustrations de Pierre Matossy, Dantan, 1937.
- Jean-Marc d'Anthoine, Au clair d'Hellas, illustrations de Pierre Matossy, La comédie humaine, Paris, 1938.
- Gautron du Coudray, Le Lierre du Thyrse, poèmes, nouvelle édition ornée de quatre pointes sèches originales de Pierre Matossy, Nevers, Editions de la Revue du Centre, sd.
- Paul Festugière, Grenade dans la pourpre du couchant, 1483-1492, dix eaux-fortes originales de Pierre Matossy, Librairie Pelletan-Helleu éditeur, Paris, 1939.
- Pierre d'Espezel, L'Île-de-France, couverture de Pierre Matossy, photos de Jean Roubier, Éditions Alpina, 1949.
- Dom Lucien David, L'abbaye Saint-Wandrille de Fontenelle, l'histoire, le cadre artistique, nouvelle édition illustrés d'après les eaux-fortes de Pierre Matossy, Éditions de Fontenelle, 1957.

### Affiches
- Caudebec-en-Caux, le marché du dimanche, Chemins de fer de l'État, Rotophot Paris éditeur, 1930-1931[14].
- Le Mont Saint-Michel, Compagnie des chemins de fer de l'Ouest, Paris, 1934.
- L'église Saint-Jacques de Lisieux, centre mondial de pèlerinage, Chemins de fer de l'État, Rotophot Paris éditeur, 1934.
- L'abbaye de Saint-Wandrille, la porte de Jarente, SNCF, Rotophot Paris éditeur, 1938.

## Collections publiques

### France
- Paris :
  - Département des estampes et de la photographie de la Bibliothèque nationale de France ;
  - musée de l'armée ;
  - Musée national d'art moderne, Le violoncelle, huile sur toile 92x65cm, 1954[15] ;
  - musée Rodin, bibliothèque ;
  - Fonds national d'art contemporain.
- Tournon-sur-Rhône : lycée Gabriel-Fauré.

### Japon
- Ebisu (Tokyo), Maison franco-japonaise : dépôt du musée national d'art moderne de Paris.

### Sénégal
- Gorée, musée historique de l'A.O.F. (aujourd'hui reconverti)[16].

### Suisse
- Musée d'Art et d'Histoire de Genève, Coin de chambre, eau-forte 63x48cm, 1914[17].

## Collections privées référencées
- Collection Paul Claudel : douze aquarelles de Pierre Matossy, L'Abbaye de Saint-Wandrille[18].

## Expositions

### Expositions personnelles
- Syrie, Liban, temples de Sicile, galerie Pelletan-Helleu, 125 boulevard Saint-Germain, Paris, avril 1937 (exposition inaugurée par Charles Fouqueray)[9].
- Paysages des îles de l'Océan Indien, Paris, 1949[10].

### Expositions collectives
- Exposition Les envois de Rome, hôtel de Chimay, quai Malaquais, Paris, octobre 1924[5].
- Salon des artistes français.
- Rétrospective vingt années d'expositions, galerie Ducastel, théâtre Louis-XIV, place Crillon, Avignon, novembre 1982.

## Récompenses
- Prix Chenavard-Roux-Cambacérès, vers 1912-1913.
- Prix de Miniature à l'École des beaux-arts de Paris, vers 1918-1919.
- Second prix de Rome en gravure, 1919.
- Premier prix de Rome en gravure, 1920.
- Prix de Madagascar, 1939.
- Peintre officiel du musée de l'air, 1940.
- Médailles d'or et d'argent, Salon des artistes français[11].
- Croix de commandeur de l'Œuvre et du Mérite et Dévouement français[7].
- Officier de la Légion d'honneur.

## Réception critique
- « L'exposition Les envois de Rome qui a lieu quai Malaquais doit être visitée par ceux qui veulent comprendre les tendances et promesses du temps […] Les dessins de Pierre Matossy sont également très bons. » - Arsène Alexandre[5]
- « Ses aquarelles montrent la variété et la spontanéité d'un voyageur pressé, d'un voyeur avide de nouveautés - une gloutonnerie optique qui apparaît moins dans les toiles composées à l'atelier, plus concertées, toujours bien rythmées par les arabesques des corps et par les oppositions entre les sombres et les clairs. » - Gérald Schurr[6]